# Adolphe Marbot
Antoine Adolphe Marcelin Marbot, zvaný Adolphe Marbot (adɔlf maʁbo; 22. března 1781, Altillac – 2. června 1844, tamtéž), byl francouzský voják, který se účastnil napoleonských válek. Byl povýšen do hodnosti maréchal de camp (brigádní generál) v roce 1831, za vlády krále Ludvíka Filipa.
Byl synem generála Jeana-Antoina Marbot (1754–1800). Mladší bratr Marcellin Marbot (1782–1854) byl také generálem a autorem cenných pamětí.

## Vyznamenání
Získal následující vyznamenání:
- Rytíř Řádu čestné legie – Francouzské císařství, 1807
- Rytíř Řádu svatého Ludvíka – Francouzské království, 1814
- Důstojník Řádu čestné legie – Království Francouzů, 1831
- Komandér Řádu čestné legie – Království Francouzů, 1832